# Томич, Марко
Марко Томич (серб. Марко Томић; 28 октября 1991, Приштина, СФРЮ) — сербский футболист, защитник клуба «Младост» (Лучани).

## Карьера
Футбольную карьеру начал в 2009 году в составе клуба «Раднички» Ниш. В 2011 году подписал контракт с клубом «Радник» Сурдулица.
В 2012 году стал игроком сербского клуба «Синджелич» Ниш, за который провёл 26 матчей. В 2013 году играл за «Штаад».
В начале 2020 года перешёл в казахстанский клуб «Иртыш» Павлодар.

## Достижения
«Жальгирис»
- Серебряный призёр чемпионата Литвы (2): 2018, 2019
- Обладатель Кубка Литвы: 2018
- Финалист Суперкубка Литвы: 2019